# Бояро-Лежачевский сельский совет (Путивльский район)
Бояро-Лежачевский сельский совет (укр. Бояро-Лежачівська сільська рада) — входит в состав
Путивльского района
Сумской области
Украины.
Административный центр сельского совета находится в 
с. Бояро-Лежачи
.

## Населённые пункты совета
- с. Бояро-Лежачи
- с. Дорошовка
- с. Кружок
- с. Ровное